# Леонтьев, Сергей Леонидович
Леонтьев Сергей Леонидович (род. 11 июля 1965, Москва) — предприниматель, глава финансовой группы «Лайф». В 1993 году основал вместе с Александром Железняком акционерный коммерческий банк под названием «Пробизнесбанк», президент этого банка с 1996 года, член совета директоров банка.

## Биография
Родился 11 июля 1965 года в Москве в семье дипломатов.
- В 1988 году окончил Московский государственный институт международных отношений (МГИМО) по специальности «экономист-международник».
- В 1989—1994 годы — генеральный директор внешнеэкономического центра «Пробизнес», занимавшегося посредническими услугами и консалтингом.
- В 1993 году вместе с Александром Железняком основал Пробизнесбанк.
- С 1994 по 1996 год работал в должности президента АОЗТ «Пробизнес-Холдинг».
- С 1996 года — президент Пробизнесбанка, где ему принадлежат 29,8 % акций. Другие крупные бенефициары — East Capital Financials Fund (19,9 %), Эльдар Бикмаев (11,7 %), Александр Железняк (11,4 %).
- В 2000 году возглавил комитет Ассоциации российских банков (АРБ) по реструктуризации банковского сектора, с 2002 года является членом совета АРБ.
- В 2003 году стал президентом финансовой группы «Лайф», основанной на базе «Пробизнесбанка».

Член совета Ассоциации российских банков (АРБ). Согласно рейтингу российских миллиардеров, составленному журналом «Финанс» в 2008 году, его состояние оценивалось в 6,1 млрд руб. (323-е место)..
Является одним из первых руководителей банков в России, кто начал внедрять сбалансированную систему показателей (BSC), при которой каждый сотрудник отвечает за выполнение различных KPI (ключевых показателей эффективности).
12 августа 2015 года ЦБ РФ отозвал лицензию у АКБ «Пробизнесбанк». Банк полностью потерял капитал и активы в размере 67 млрд рублей. Леонтьев бежал в Сингапур, и с тех пор его местонахождение неизвестно.

### Личная жизнь
Супруга — Комиссарова Светлана Анатольевна (1966 г.р.).
В 1996 году создал профессиональную пейнтбольную команду «Русский легион». В 1997—1998 годах команда вошла в число сильнейших команд Москвы, Санкт-Петербурга, России и стран СНГ. В 2006, 2009 и 2010 годах команда завоевала титул чемпиона мира по пейнтболу. До недавнего времени Леонтьев был также её главным тренером. Также увлекается горными лыжами. Коллекционирует книги по маркетингу и бизнесу.